# Aracne Editrice
Aracne Editrice es una editorial italiana con sede en Ariccia (Roma), fundada por Gioacchino Onorati en 1993. Se ocupa mayoritariamente de literatura científica, didáctica, académica y de la edición de actas de congresos. Con alrededor de 1.000 publicaciones anuales y más de 40.000 autores, italianos y extranjeros, es una de las editoriales más activas de Italia.

## Historia
Edita «Africana», revista anual italiana de estudios extraeuropeos y de geopolítica, «Letterature straniere &», revista anual de la Universidad de Cagliari, y «Lexia», revista internacional de semiótica (SCOPUS).
Los directores de las varias colecciones son: Silvano Tagliagambe (Filosofía de la Ciencia); Massimo Arcangeli (colección Seta); Francesco Forgione (colección Antigone); Enrico Costa (Astronomía y Astrofísica); Antonio Lanza (colecciones literarias); Bernard Ardura (codirector de la colección Arbor Historiae); Gianluigi Rossi (codirector de la colección Biblioteca Scientifica Europea y director de «Rivista Europea», que trata sobre ciencias políticas y sociales); Claudio D'Amato Guerrieri (colección Archinauti); Francesco Moschini (colección Progetto/Dettaglio); Maurizio Dardano (codirector de la colección Studi linguistici e Storia della lingua italiana); Giuseppe Dalla Torre (colección Florilegium); Luigi Alici (colección Percorsi di Etica).
En los comités científicos de Derecho figuran Antonio Baldassarre (presidente emérito del Tribunal Constitucional de Italia), Giorgio Santacroce (expresidente del Tribunal de Casación), Franco Modugno (miembro del Tribunal Constitucional), Paolo Benvenuti (exdecano de la Universidad de Téramo), Umberto Leanza (jefe del Servicio del Contencioso Diplomático del Ministerio de Asuntos Exteriores), Guido Alpa (expresidente del Consejo Nacional Forense), Mario Ascheri.
Aracne es uno de los editores registrados en el programa para la evaluación de la calidad de investigación del ANVUR (Agencia nacional de evaluación del sistema universitario y de la investigación), del Ministerio de Educación, Universidad e Investigación.